# Rhaxonycha bilobata
Rhaxonycha bilobata là một loài bọ cánh cứng trong họ Cantharidae. Loài này được McKey Fender miêu tả khoa học năm 1949.